# Dumbfoundead

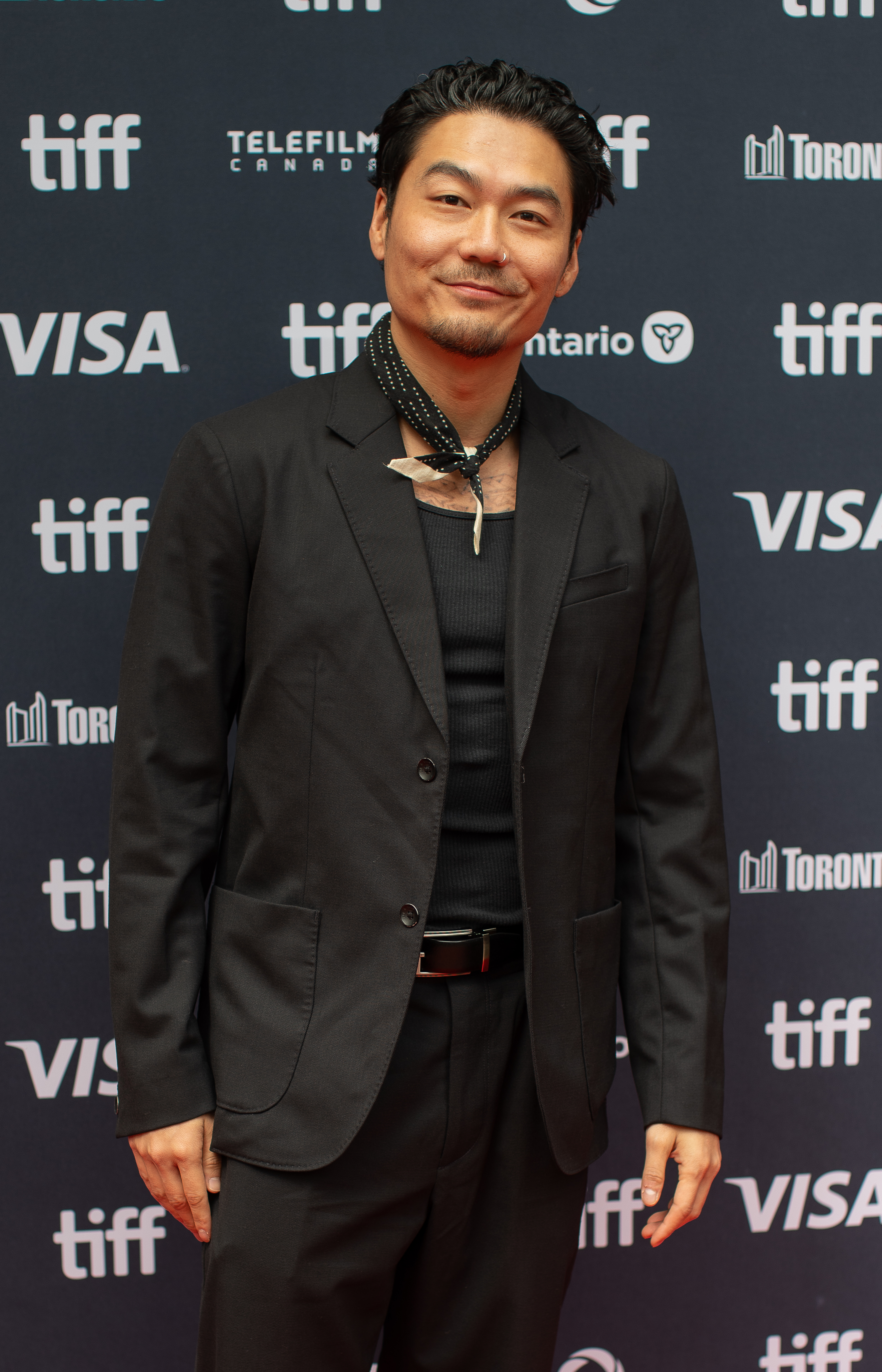
Dumbfoundead (2024)

Dumbfoundead (* 18. Februar 1986 in Buenos Aires, bürgerlich Jonathan Edgar Park) ist ein argentinisch-US-amerikanischer Rapper, Schauspieler und Synchronsprecher südkoreanischer Abstammung.

## Biografie
Park wurde als Sohn südkoreanischer Einwanderer am 18. Februar des Jahres 1986 in der argentinischen Hauptstadt Buenos Aires geboren. Als er drei Jahre alt war, wanderte seine Familie aus Argentinien aus und gelangten über die mexikanische Grenze als illegale Einwanderer in die Vereinigten Staaten, wo sich seine Familie in Los Angeles niederließ und in Koreatown ein neues Leben begann.
Inspiriert von Rappern, denen er wöchentlich im Rahmen des Workshops Project Blowed zugesehen hatte, begann Park im Alter von 14 Jahren erstmals selbst zu rappen.
Im Alter von 16 Jahren brach er die Oberschule ab, zog mit seiner Schwester und einem Freund in ein Ein-Zimmer-Apartment und arbeitete vor seiner musikalischen Karriere unter anderem als Kautionsvermittler und ging anderen dubiosen Tätigkeiten nach.
Im Alter von 19 Jahren erhielt Park die US-amerikanische Staatsbürgerschaft.

## Karriere
Park begann seine musikalische Karriere Anfang der 2000er-Jahre zunächst als Battle-Rapper. Erst im Jahr 2011 veröffentlichte Park mit DFD ein erstes vollwertiges Studioalbum. In den Jahren 2012 und 2013 brachte er mit Take the Stares und Old Boy Jon zwei weitere Alben auf den Markt.
Gemeinsam mit den Rappern Open Mike Eagle und Psychosiz bildete er das Hip-Hop-Kollektiv Thirsty Fish. Zudem arbeitete er mit Acts wie Epik High, Wax und Anderson .Paak zusammen. Im Jahr 2015 wurde eine Remixversion des Liedes It G Ma von Keith Ape veröffentlicht, in dem Park neben Waka Flocka Flame und ASAP Ferg ein Feature hatte. Im gleichen Jahr wandte sich Dumbfoundead wieder dem Battle-Rap zu und nahm am King of the Dot, einer Battle-Rap-Liga um den Musiker Organik teil, die von Drake moderiert wurde. Das Battle zwischen Dumbfoundead und Conceited, einem Mitglied von Wild ’n Out im Rahmen des Turniers war das meistgesehene Rap-Battle des Jahres und erreichte im September des Jahres 2016 fünf Millionen Aufrufe.
Im Zuge der Veröffentlichung des Videos Jam Session 2.0 im Jahr 2010, in welchem acht verschiedene Musiker aus aller Welt zu sehen waren, war Dumbfoundead in einem Beitrag des US-amerikanischen Fernsehsenders NBC zu sehen. Auch wurden andere Medien auf ihn aufmerksam, wie etwa die Los Angeles Times und der südkoreanische Fernsehsender Mnet. Auch trat er in der Late-Night-Sendung Last Call with Carson Daly auf.
Im Jahr 2011 spielte er eine Nebenrolle in der Horrorkomödie Detention. Im Jahr 2017 hatte er eine Rolle im Comedy-Drama Bodied, in der er den Battle-Rapper Prospek verkörperte. In der Fernsehserie Power spielte Dumbfoundead den Charakter Dylan Shin.
Im November des Jahres 2016 erschien mit We Might Die das vierte Album des Rappers. Zudem erschienen zwischen 2008 und 2018 mit Fun with Dumb, Foreigner, Rocket Man und Café Bleu vier EPs. Mit Foreigner gelang ihm der Einstieg in den südkoreanischen Albumcharts, wo es auf Platz 87 einstieg. Als Gastmusiker erreichte er bereits im Jahr 2013 die südkoreanischen Charts, als das Lied It’s Me von Kahi in den Singlecharts einsteigen konnte.
Im Jahr 2020 gab der Streaminganbieter Peacock bekannt, eine Comedy-Fernsehserie basierend auf Dumbfoundeads Leben produzieren zu wollen, die unter dem Titel Big Dummie gezeigt werden soll.

## Diskografie
- 2007: Super Barrio Bros. (EP, mit 8-Bit Bandit)
- 2008: Fun with Dumb (EP)
- 2011: DFD (Album)
- 2012: Take the Stares (Album)
- 2013: Old Boy Jon (Album)
- 2016: We Might Die (Album)
- 2017: Foreigner (EP)
- 2017: Rocket Man (EP)
- 2018: Café Bleu (EP)

## Filmografie
- 2011: Detention als Toshiba
- 2016: Bad Rap als er selbst
- 2016: Power als Dylan
- 2017: Bodied als Prospek
- 2017: Adventure Time als Sohn des Rap-Bären (Stimme)
- 2018: The Mick als Verkäufer
- 2020: Awkwafina Is Nora from Queens als Doug
- 2021: Raya und der letzte Drache als Chai (Stimme)
- 2022: Mid-Century als Sgt. Choe
- 2023: Quiz Lady als Ken